# Aganippe subtristis
Aganippe subtristis là một loài nhện trong họ Idiopidae.
Loài này thuộc chi Aganippe. Aganippe subtristis được Octavius Pickard-Cambridge miêu tả năm 1877.